# 단층

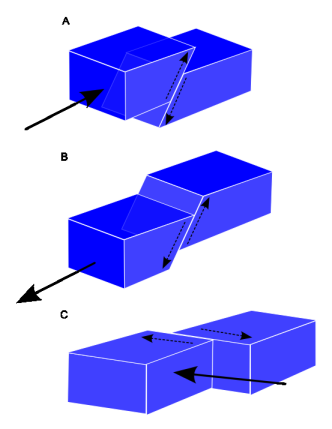
단층의 종류. A: 역단층, B: 정단층, C: 수평단층

한국의 단층

단층(斷層, 문화어: 땅끊임, 영어: fault)은 지진 등의 지질 활동으로 인해 지층이 어긋나 있는 것을 말한다. 단층은 퇴적암, 화성암, 변성암 등 모든 암석에 생길 수 있으나, 일반적으로 퇴적암 내에 있는 단층이 인지되기 쉽다. 단층의 움직임을 단층운동, 어긋난 면을 단층면이라 한다. 또한 다수의 단층면이 밀집하는 띠 모양의 지역을 단층대(帶)라고 부른다.

## 단층의 구성

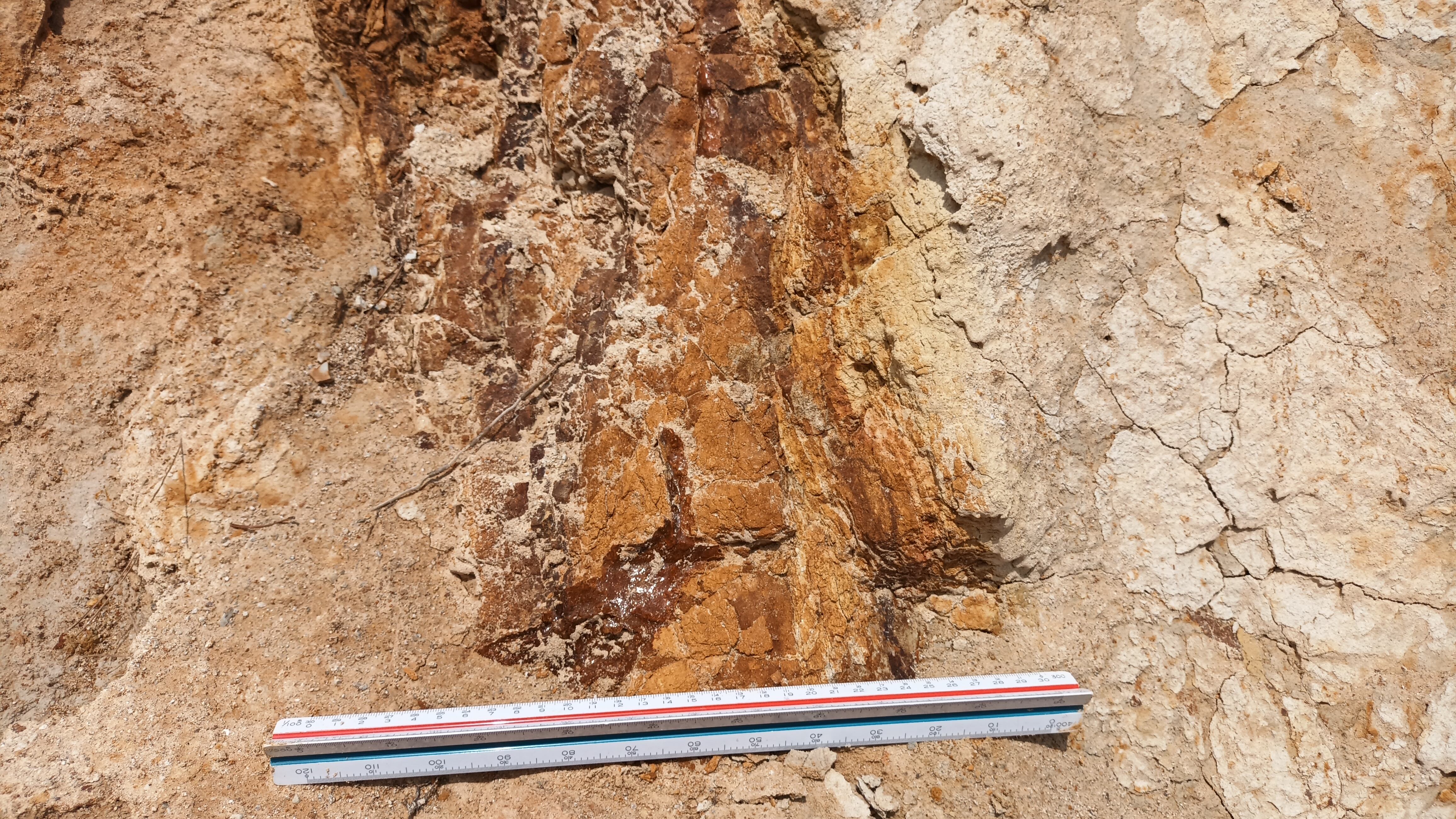
경주시 천북면 물천리 울산 단층대의 단층핵(Fault Core)

단층은 전단(剪斷; 방향이 반대인 두 힘) 작용이 가장 집중되어 모암(母巖; 원래의 암석)이 파괴되어 형성되는 단층핵(斷層核; Fault Core)과 단층핵의 양쪽에서 모암의 형태를 유지하며 미세 균열, 절리, 맥 그리고 부수 단층 등의 구조들이 발달하는 단층손상대(Fault Damage Zone)로 구성되어 있다.
단층은 일정한 연장을 가지고 있으나 무한한 것은 아니다. 단층을 추적하면 점차 낙차가 감소하다가 지층의 굴곡으로 변하여 소멸되거나, 다른 단층에 의해 잘린다.

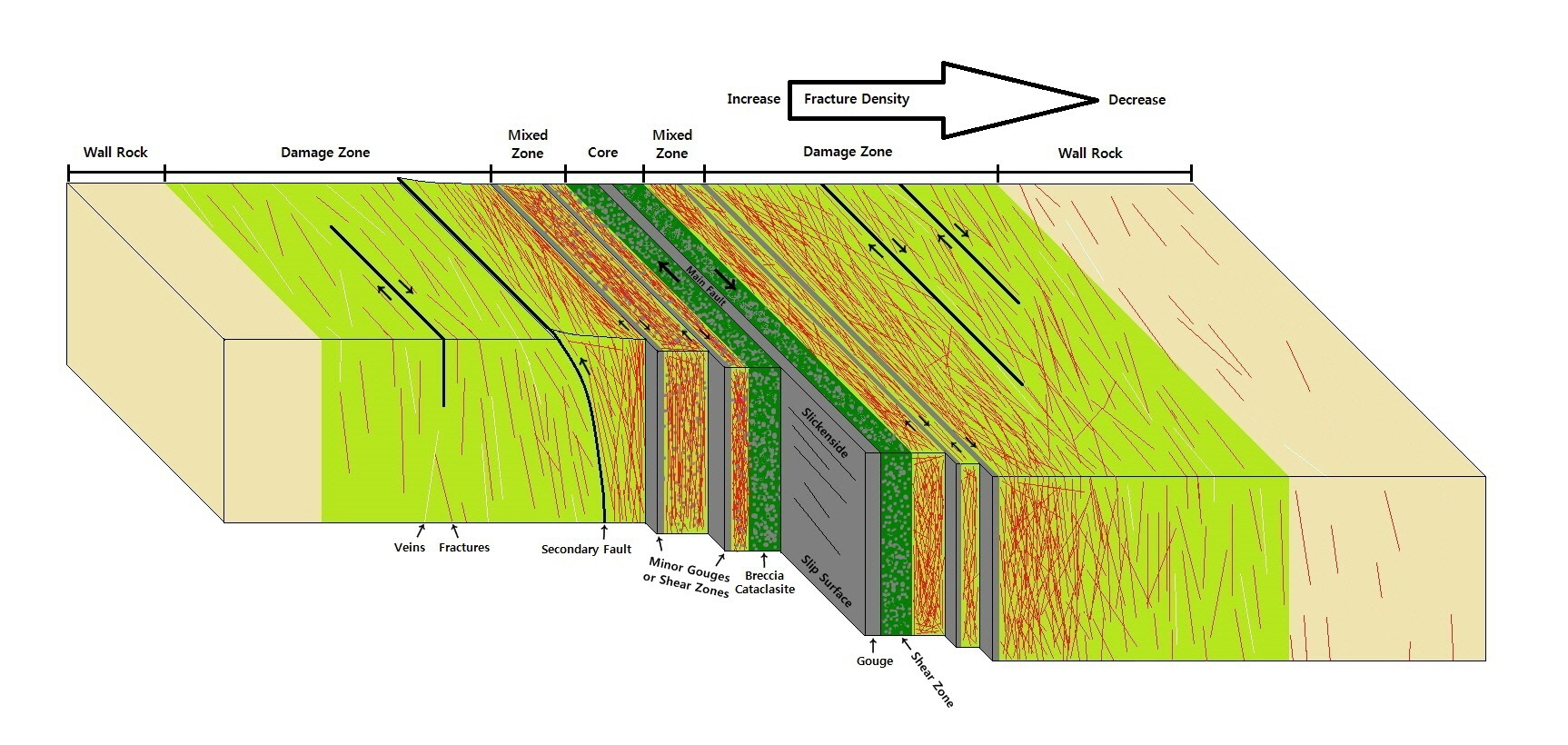
일반적인 대규모 단층대의 구조이다. 단층핵과 단층손상대의 폭은 다양하며 양쪽이 비대칭이거나 혼합대 또는 단층각력암이 한쪽에만 발달하거나 없을 수도 있다.
Core : 단층핵 Mixed Zone : 혼합대 Damage Zone : 단층손상대 Wall Rock : 모암 Gouge : 단층비지 Breccia : 단층각력암 Cataclasite : 압쇄암 Shear Zone : 전단대 Fracture : 단열, 절리, 균열 등 Veins : 세맥

### 단층핵
대부분의 변위가 집중된 단층핵(Fault Core)은 하나의 단층면으로 구성될 수도 있으나 대체로 파쇄가 아주 심한 파쇄대(破碎帶; fracture zone)와 열수변질 등으로 점토질 물질이 집적된 단층비지(Fault gouge), 초파쇄암(ultra-cataclasite), 파쇄암(cataclasite), 단층각력암(breccia) 등의 단층암으로 구성된다. 일반적으로 단층파쇄대는 전단 변형이 국지적으로 집중화되는 특성을 보이기 때문에 단층핵(Fault Core)에 해당하는 비지대와 주변의 기반암 손상대(Damaged host rock)로 구성되는데, 비지대는 취성 전단 변형이 극도로 집중되어 기반암이 분쇄되어 대부분 0.1 mm 이하의 파쇄물과 변질물로 구성되며, 전단 변형 과정에서 점토 광물 등의 재배열로 인해 엽리가 특징적으로 나타난다.

### 단층손상대
단층손상대(Fault Damage Zone)는 단층핵의 양쪽에 발달하는 부분으로 모암의 형태를 관찰 할 수 있어 단층핵과 구별된다. 단층손상대는 주 단층운동과 관련된 부차적인 단층, 습곡, 세맥 또는 절리 및 단열(斷裂; 균열)과 같은 지질구조가 나타나며 이들 지질구조는 단층핵과 가까워질수록 그 밀도가 높아진다. 때로는 단층핵과 단층손상대의 특성이 반복적으로 출현하여 점이적인 변화를 보이는데 이 부분을 혼합대(Mixed Zone)라고 한다. 혼합대 내에서는 전단대가 소규모로 나타나기도 한다.

### 모암
모암(Wall Rock)은 단층의 영향을 거의 받지 않아 원래의 암석 특성을 보존하고 있는 암석이다. 단층대는 모암과 구분된다.

### 연성전단대
단층 운동이 일어날 때 깊이에 따라 온도와 압력 조건이 달라지면서 다양한 종류의 단층암이 생성된다. 단층은 일반적으로 지표면 아래 10~15 km 이내의 깊이에서 취성 변형작용(脆性變形作俑; brittle deformation)에 의해 형성되는 구조이다. 지하 1~4 km보다 얕은 곳에서는 취성 변형작용이 우세하여 응집력이 없는 단층비지나 단층각력암이 형성되고, 지하 1~15 km에서는 응집력이 있는 파쇄암(Calaclasite) 계열이 상부지각 내에 형성된다. 지각 10~15 km에는 취성-연성 전이대(轉移帶)가 있으며, 이보다 더 깊은 곳에서는 연성 변형작용(ductile deformation)에 의해 연성전단대(延性剪斷帶; ductile shear zone)가 형성되며 연성전단대 내에 응집력이 있는 압쇄암(Mylonite)이나 변성압쇄암이 형성된다. 지하 깊은 곳에서 형성된 연성전단대가 침식 등에 의해 융기한 후 취성 변형작용이 일어나는 환경에서 취성단층대로 재활동하여 파쇄암 및 단층비지가 압쇄암 계열에 중첩될 수 있으며 이는 대한민국의 금왕 단층에서도 보고된 바 있다.
한반도에는 호남 지역을 중심으로 수 매의 우수 주향 이동성 연성 전단대인 순창 전단대, 광주 전단대, 전주 전단대, 영광 전단대가 발달되어 있다. 이들 중 북동-남서 방향으로 발달하고 있는 순창 전단대는 연장성이 가장 우세하여 해남-순창-진안 연결선을 따라 단양 지역까지 연장되고, 점촌 부근에서 (동)북동-(서)남서 방향의 우수 주향 이동성 예천 전단대로 분리되며, 분리된 예천 전단대는 북후면-평은면 지역을 지나 봉화군 상운면 지역에서 그 방향성을 동-서로 전환하여 장군봉 지역과 영양-울진 지역의 기성층 분포지로 연장된다.

## 단층 관련 용어

### 단층의 종류
지층이 힘을 받아 끊어지고, 절단된 면의 양쪽 암석이 움직인 구조를 단층(Fault)이라 한다. 단층은 생성 당시의 힘이 가해지는 방향에 따라 여러 종류로 분류된다.
- 정단층(normal fault) : 상반이 아래에 있고 하반이 위에 있는 단층을 말하며, 양쪽에서 잡아당기는 장력에 의해서 발생한다.
- 역단층(reverse fault) : 상반이 위에 있고 하반이 아래에 있는 단층을 말하며, 양쪽에서 미는 힘인 횡압력에 의해 발생한다.
- 수평단층(strike-slip fault) : 주향 이동 단층이라고도 하며, 상반과 하반이 단층면에 대해 위아래가 아닌 수평으로 이동한 단층이다.
  - 우수향(dextral, right lateral) 주향 이동 단층 : 본인이 서 있는 곳 기준으로 건너편 지괴가 오른쪽으로 이동한 단층이다.
  - 좌수향(sinistral, left lateral) 주향 이동 단층 : 건너편 지괴가 왼쪽으로 이동한 단층이다.
- 수직단층 : 단층면이 수직인 단층으로, 위아래로 이동해 상반, 하반을 구분할 수 없다.
- 스러스트 단층(thrust fault) : 횡와습곡이 힘을 더 받으면 발생하는 단층으로, 단층면 경사가 45°이하인 역단층 모양이다.
- 경첩단층(힌지단층, hinge fault) : 단층선상에서 단층의 어긋나는 정도가 동일하지 않고 다른 경우이다.

### 정단층 (양단층)

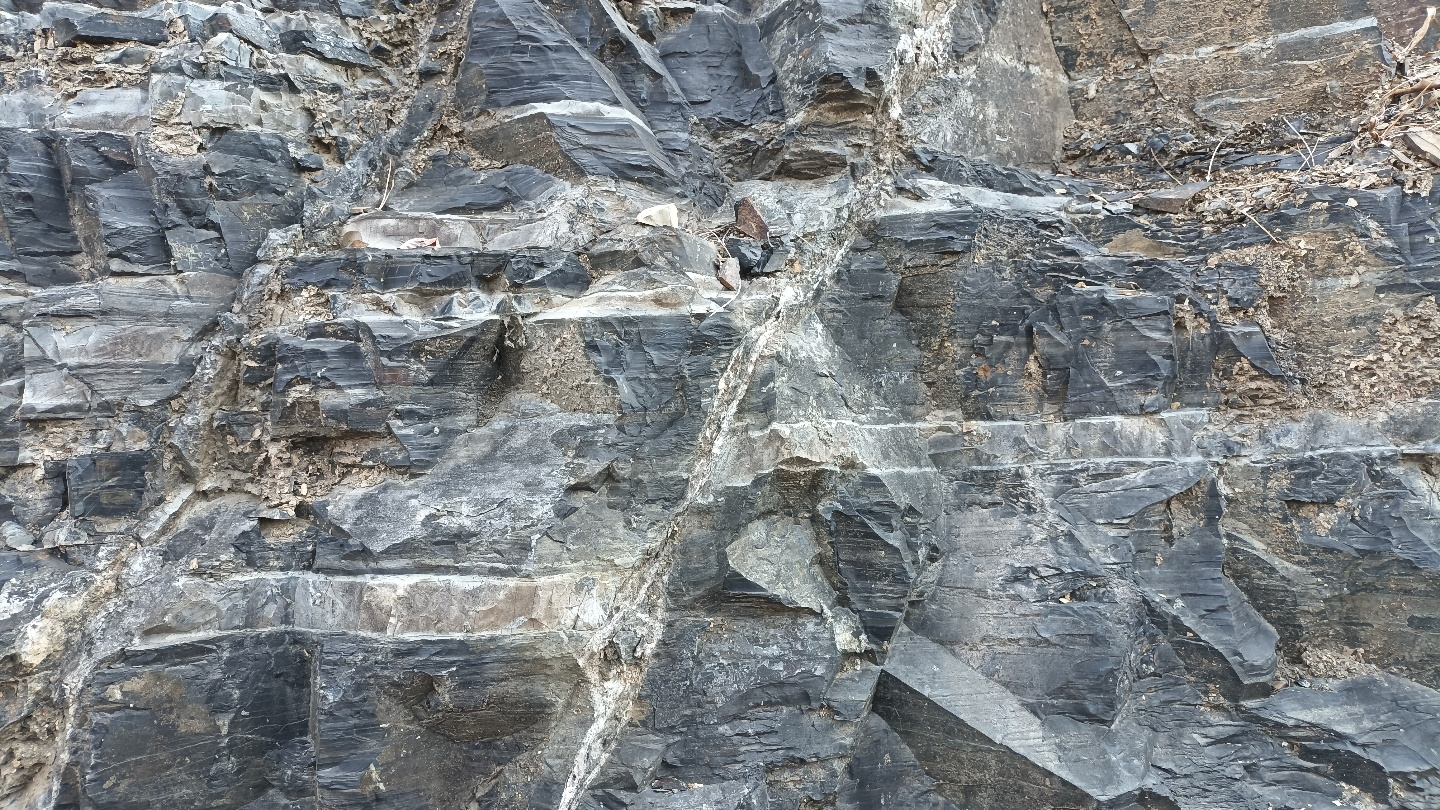
대구광역시 수성구 지산동, 경상 누층군 반야월층의 정단층

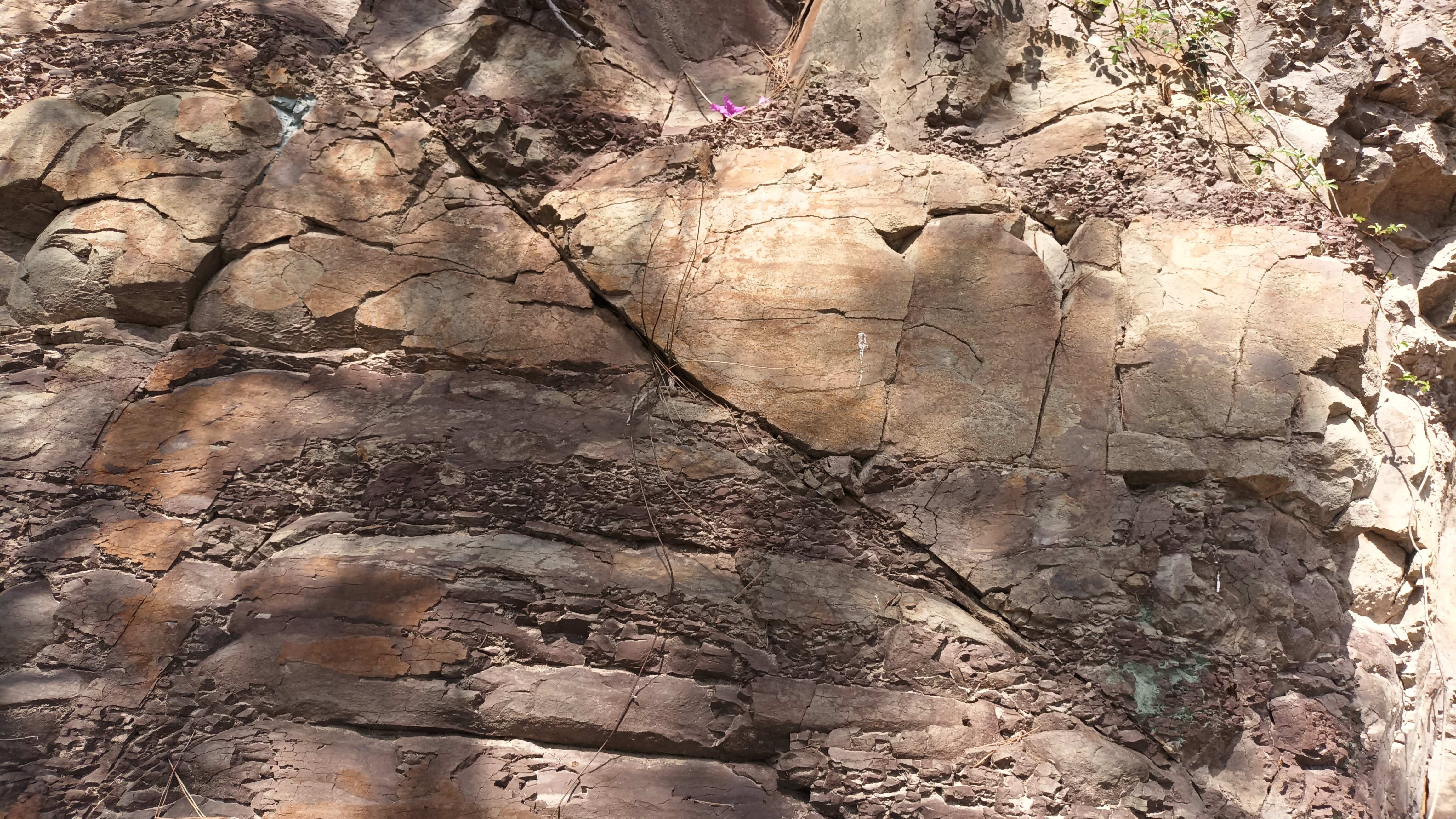
부산국가지질공원 두송반도 지질명소, 경상 누층군 다대포층의 정단층

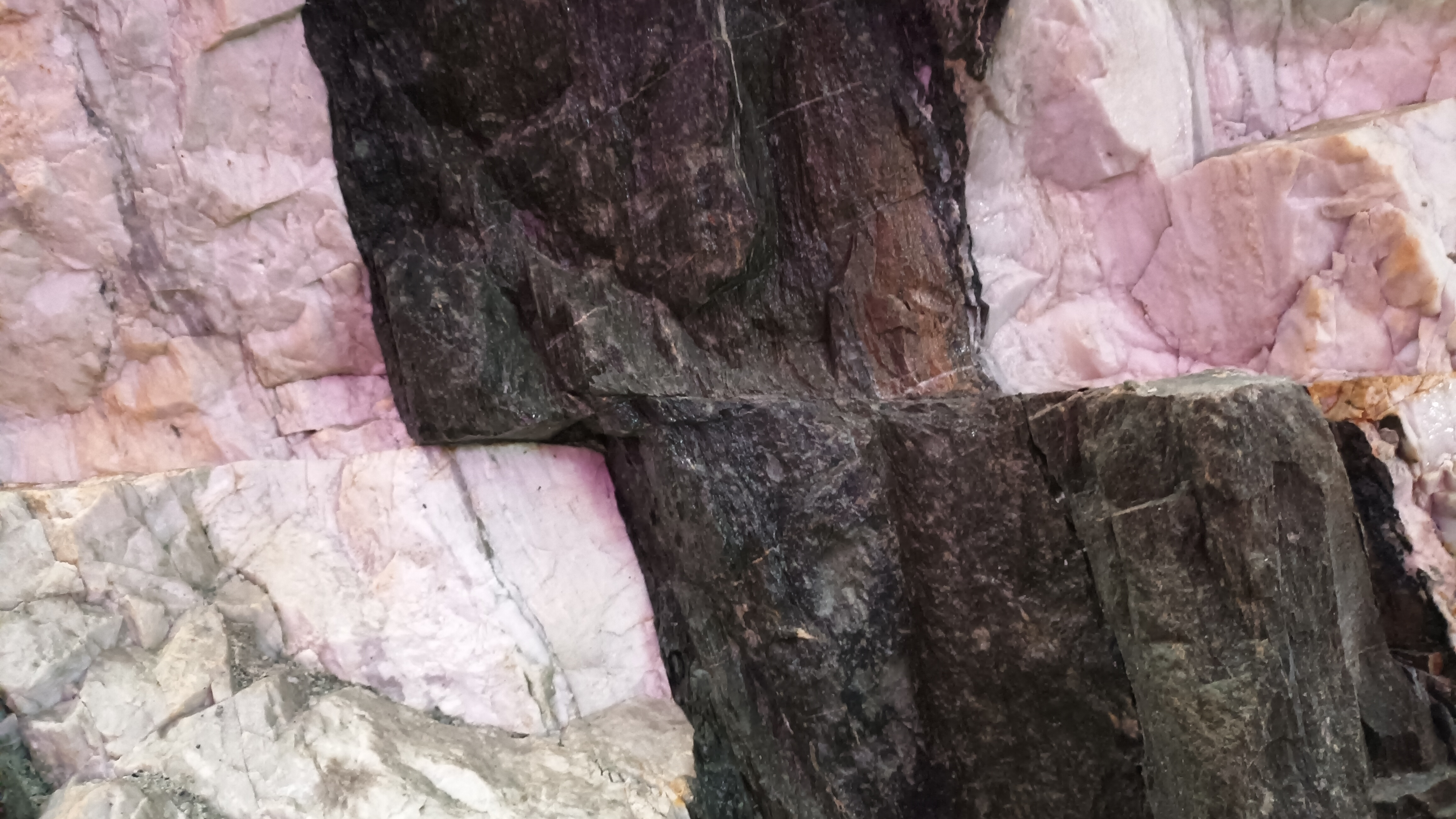
충주 활옥동굴의 정단층

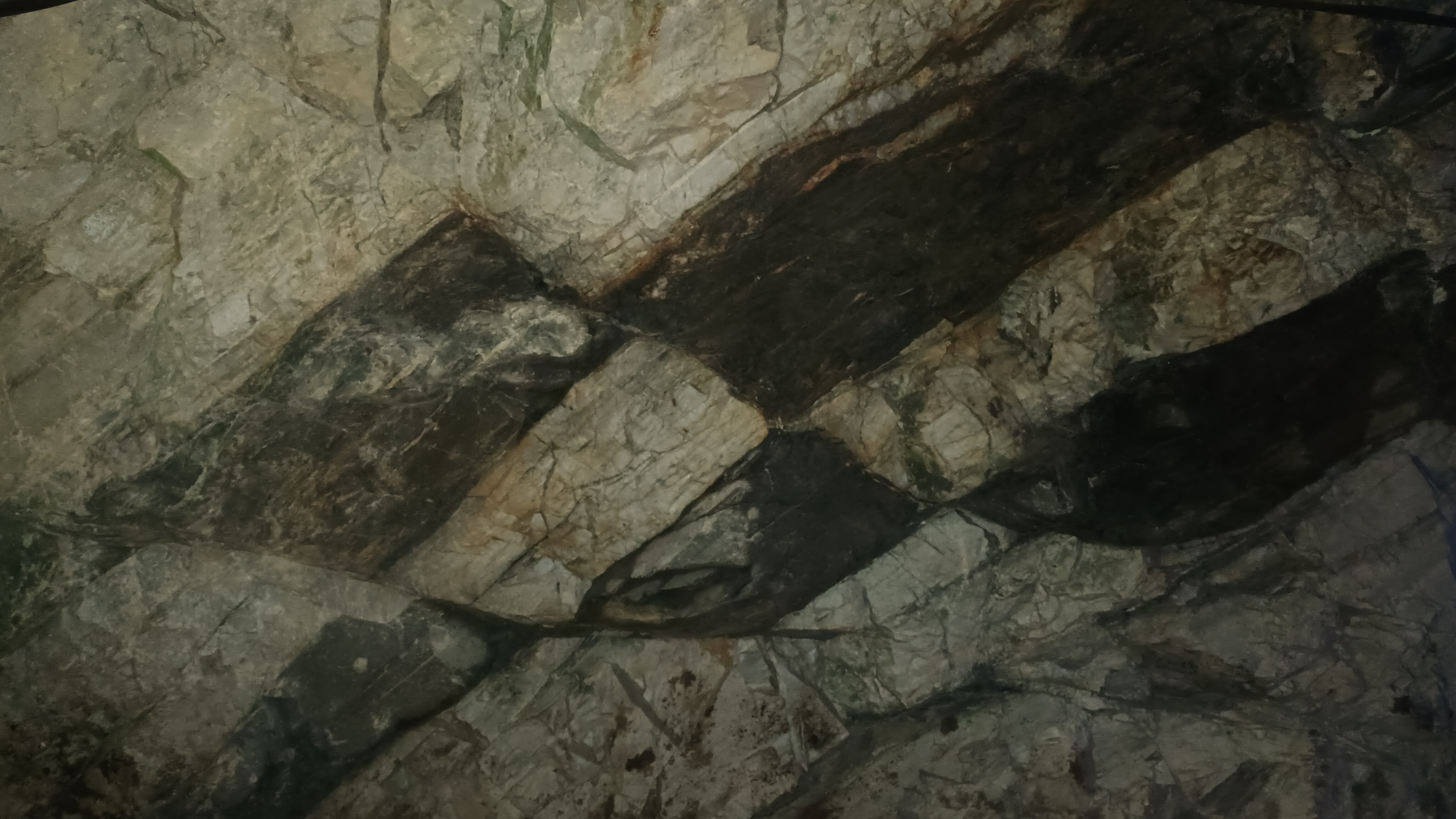
충주 활옥동굴의 정단층

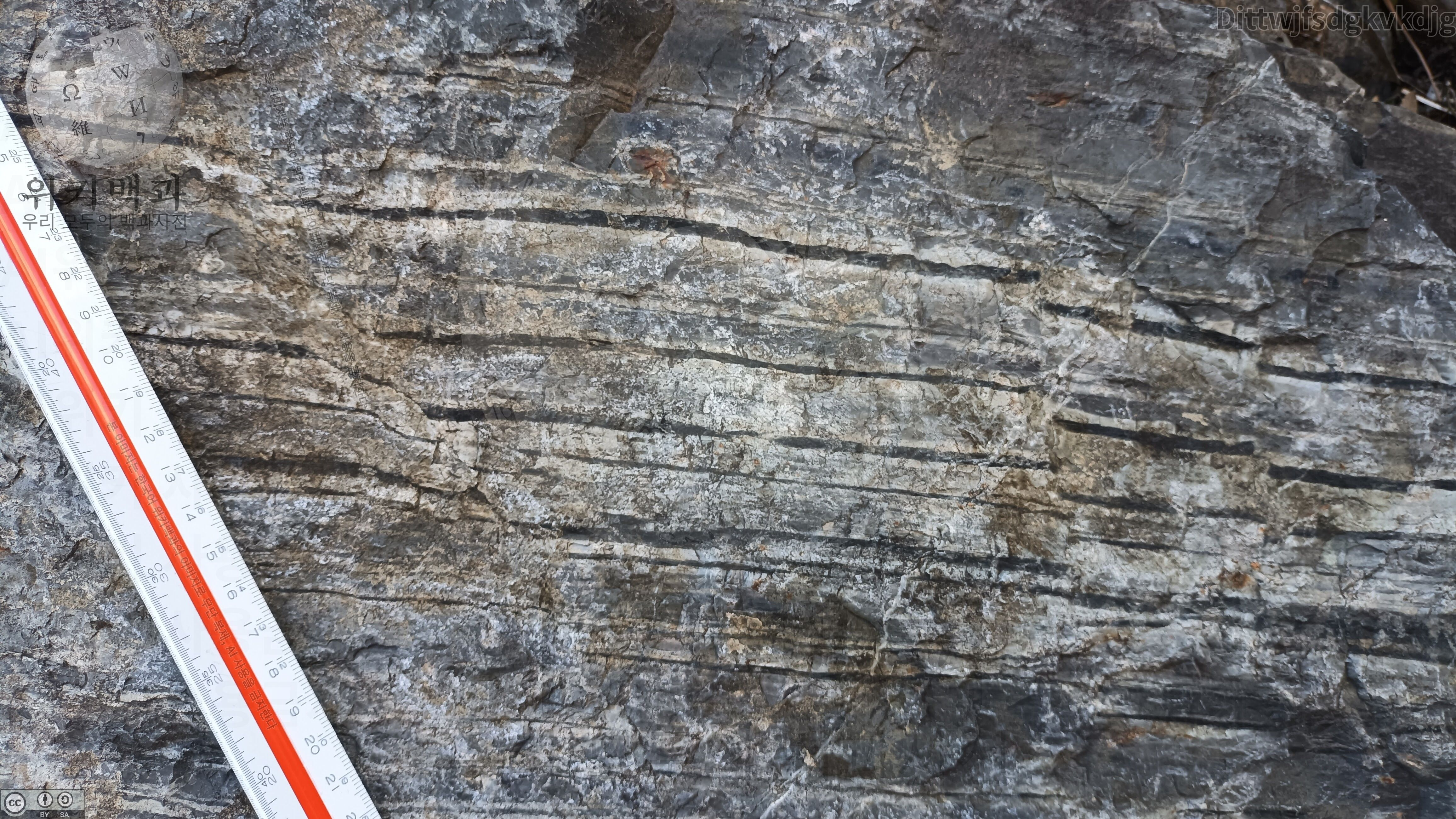
영동군 영동읍 매천리 이수정 정자 아래 조경석의 정단층 (노두가 아님)

양쪽으로 잡아당기는 힘인 장력(張力)이 작용하여 형성된 단층을 정단층(正斷層, normal fault)이라 한다. 한반도 육지 상에 대규모의 정단층은 흔하지 않으나 소규모 정단층은 다수 있으며 육상에는 십자가 단층이 거의 유일하다. 해상에는 후포 단층을 비롯해, 그 동쪽의 울릉 분지에는 다수의 정단층이 발달한다.

### 역단층과 스러스트 단층

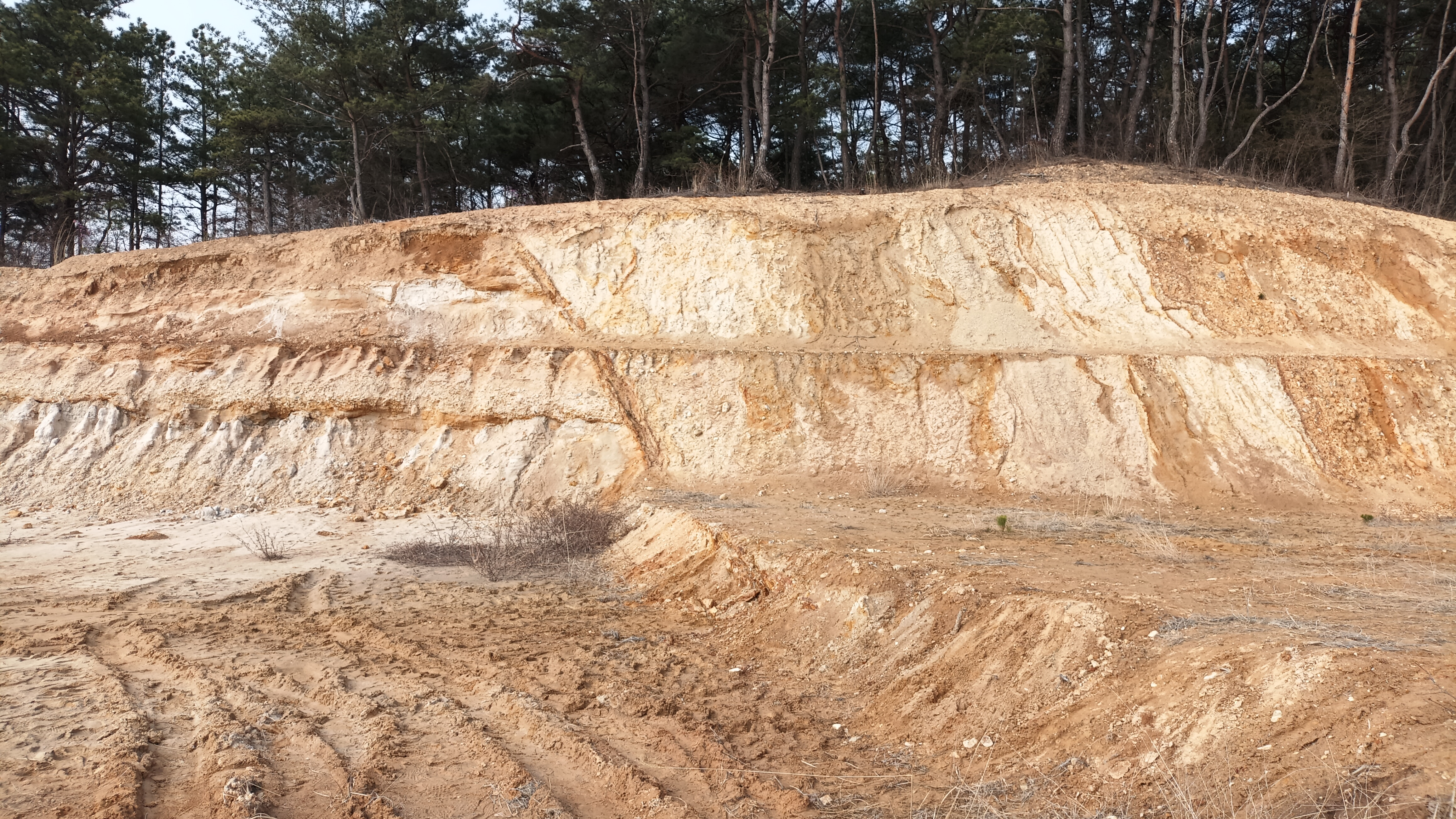
경주시 천북면 물천리에 드러난 울산 단층의 역단층 노두 전경. 단층이 선명하게 드러나 있다.

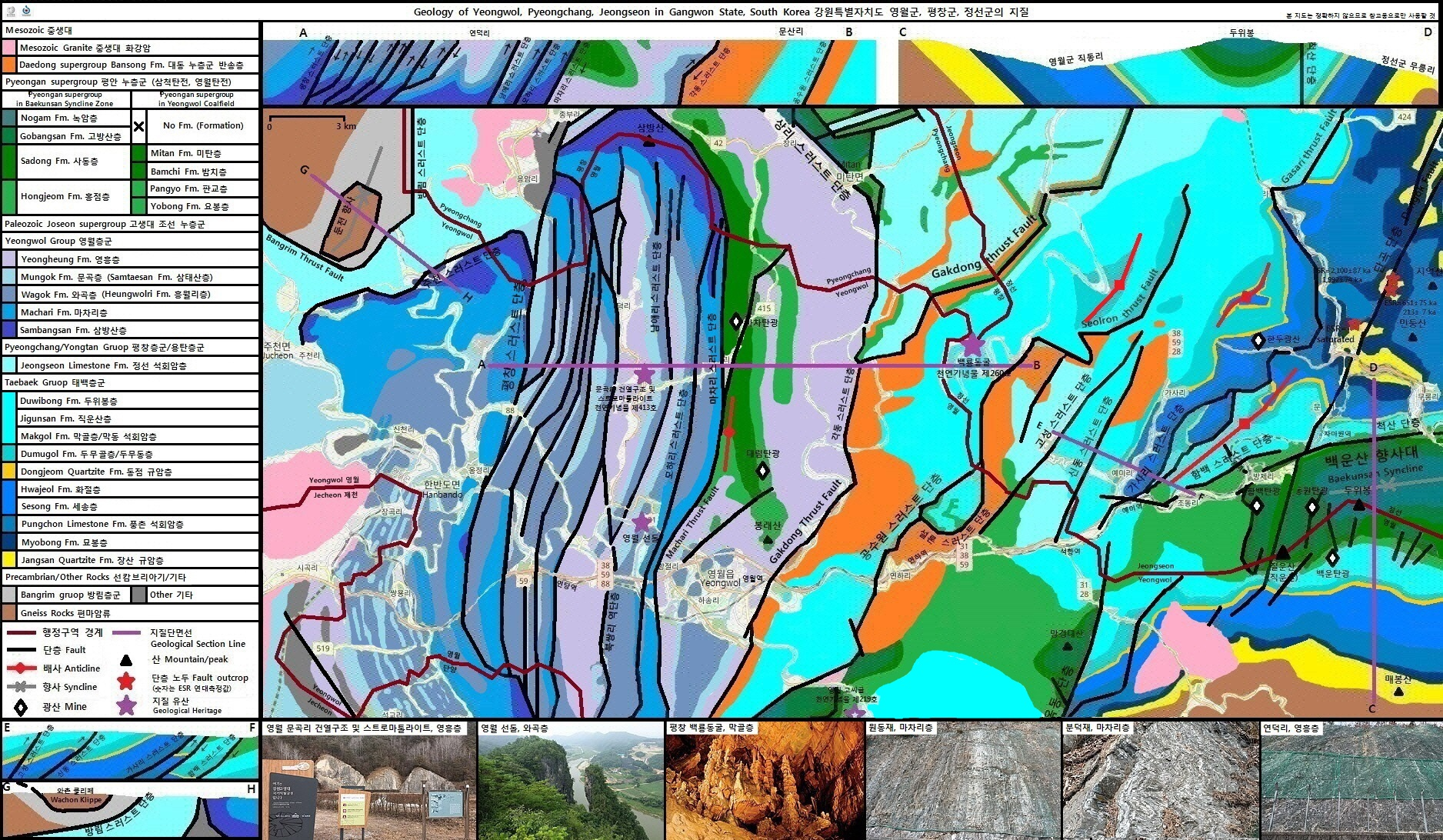
영월군의 지질과 영월 스러스트 시스템(영월인편상구조대)의 지질 구조
일련의 스러스트 단층들에 의해 조선 누층군 영월층군 이하 마차리층, 와곡층과 문곡층 등이 여러 차례 반복되어 나타난다.

양쪽에서 밀어붙이는 힘인 횡압력(橫壓力)이 작용하면 역단층(逆斷層, reverse fault)이 생긴다. 역단층은 판의 수렴형 경계에서 흔히 나타나는 단층이다. 역단층 중에서 단층면의 경사가 45°이하인 경우를 충상단층 또는 스러스트 단층이라 한다. 한국의 역단층으로는 경강 단층, 읍천 단층, 안동 단층, 울산 단층, 영월인편상구조대의 각동 단층, 평창 스러스트 단층, 공수원 스러스트 단층, 북쌍리 역단층 등이 있다.

### 주향 이동 단층
주향이동 단층(strike-slip fault)은 단층 이동이 단층면의 주향(走向:단층선이 향하는 방향)에 대체로 평행한 단층으로 정의된다. 좌수향 주향이동 단층(sinistral fault)은 단층면을 중심으로 건너편의 지괴가 왼쪽으로 움직인 단층이며 우수향 주향이동 단층(dextral fault)은 단층면을 기준으로 건너편의 지괴가 오른쪽으로 이동한 단층이다. 주향 이동 단층은 한국에서 가장 흔한 단층의 형태이다. 대표적인 예로 양산 단층대, 공주-금왕 단층대, 가음 단층대, 인제 단층, 광주 단층, 전주 단층, 신갈 단층, 왕숙천 단층 등이 있다.

### 퇴적동시성 성장단층

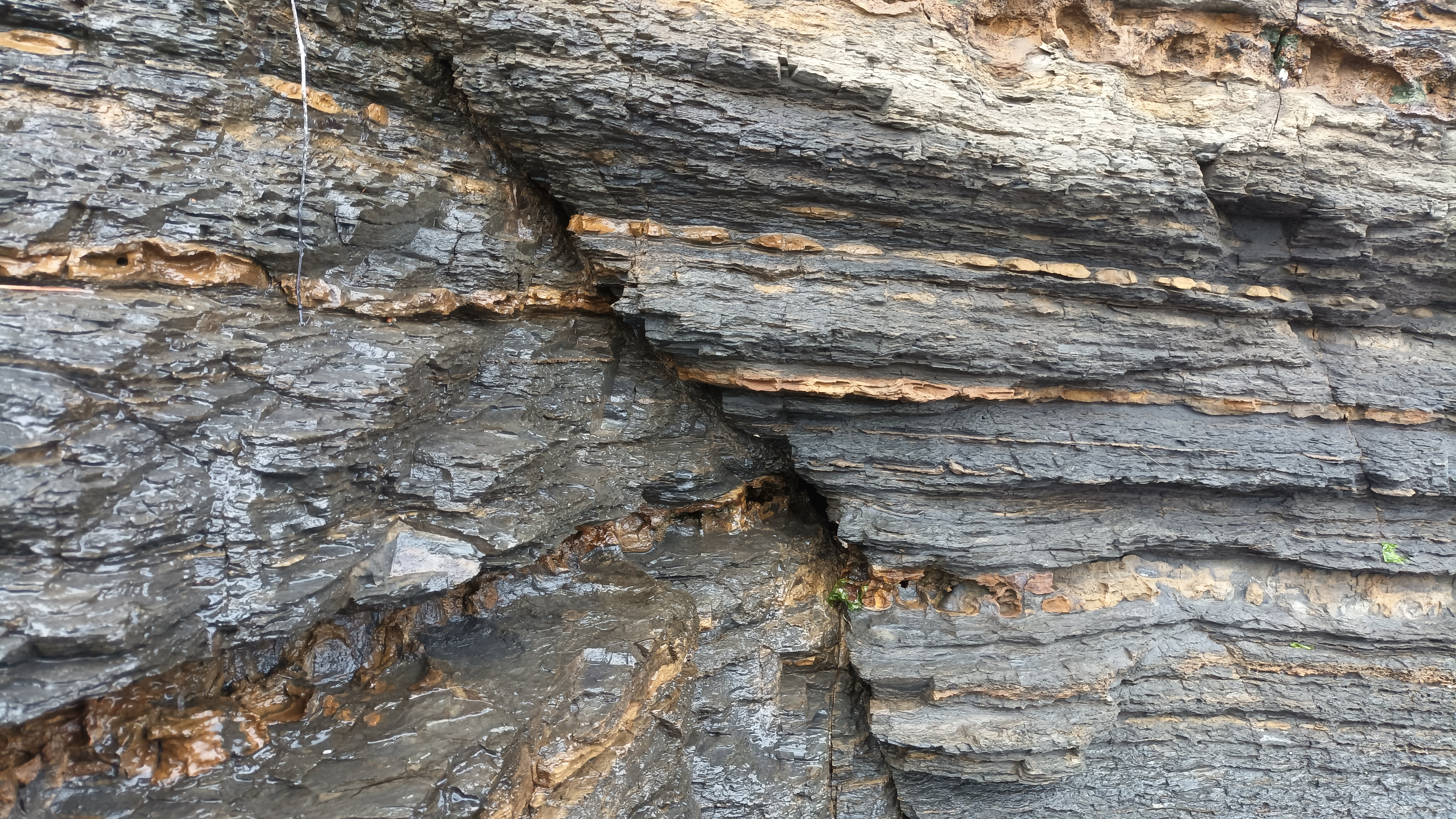
창원 고현리 공룡발자국 화석산지 경상 누층군 진동층의 퇴적동시성 정단층

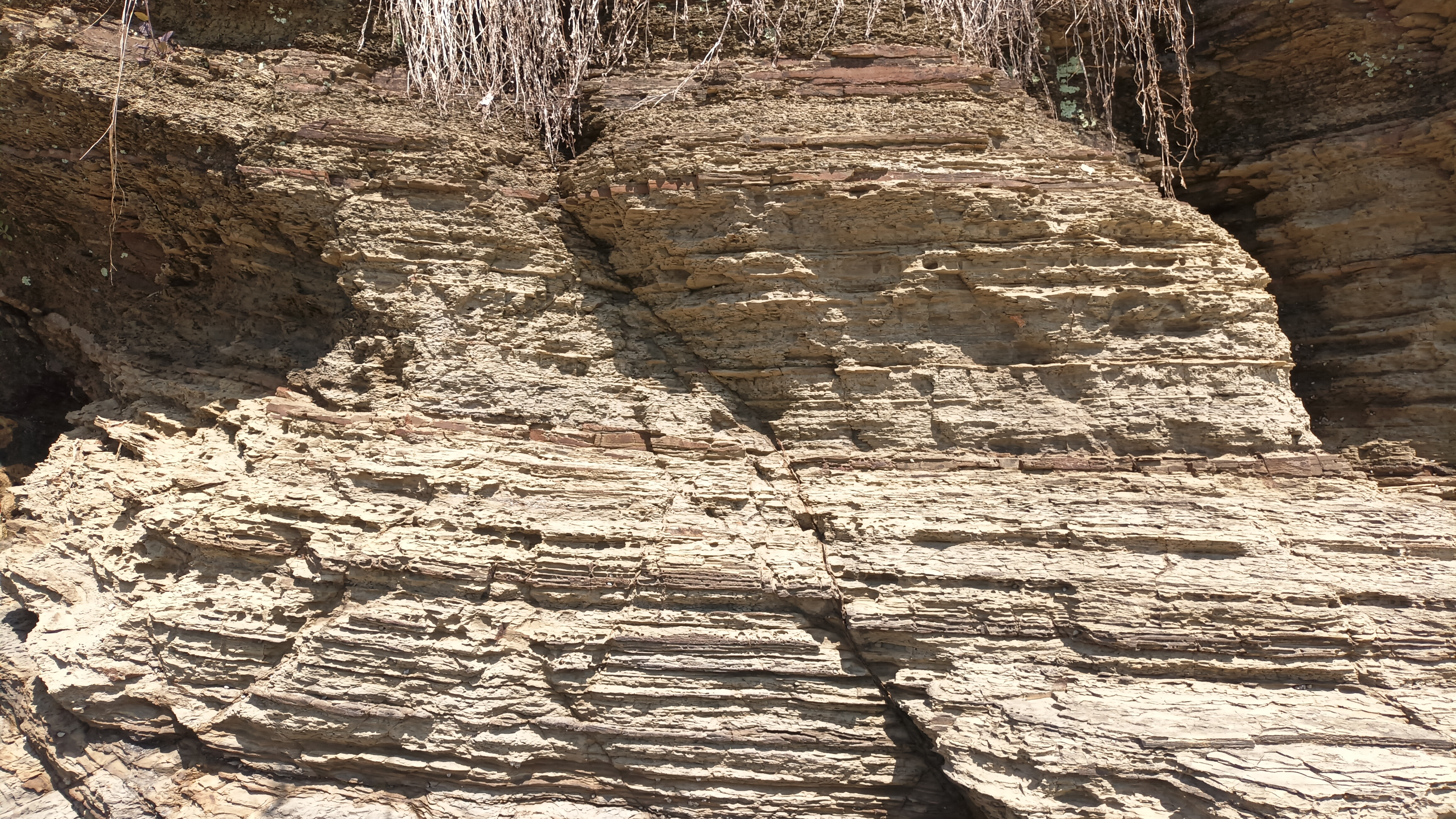
하동군 진교면 양포리 경상 누층군 하산동층의 정단층

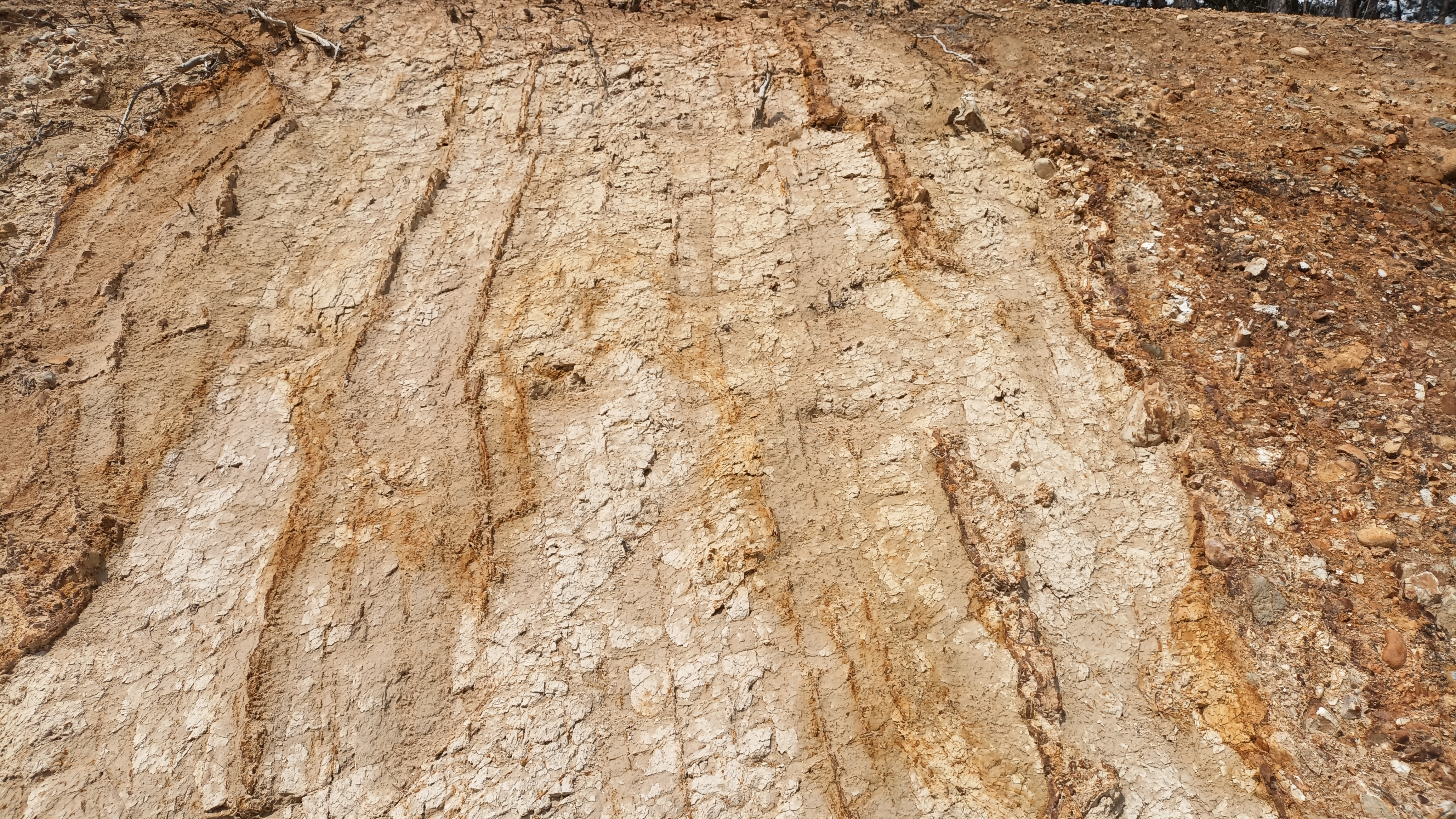
경주시 천북면 물천리 연일층군 천북 역암층의 단층 노두

퇴적동시성 단층 또는 퇴적동시성 성장단층은 단층의 운동에 의해 침강이 일어난 지역에 쌓인 퇴적암에 남겨진 단층이다. 퇴적동시성 성장단층은 형성 이후 퇴적작용이 지속되는 오랜 시간에 걸쳐 진화하는데 일반적으로 점완형(listirc) 기하, 퇴적 단위의 두께 차이 등의 특징을 보이며 지층이 완전히 암석화되지 않은 상태에서 전단 작용이 발생하였기 때문에 퇴적 후 형성된 단층들과 달리 단층암을 거의 형성시키지 않는다.

### 응력 반전
단층은 압축력이나 인장력과 같은 지구조적인 힘을 받아 생성되는데, 응력이 변화하면 원래 있던 단층이 다시 움직일 수 있으며 원래 주향 이동 단층이었던 단층이 역단층이나 정단층으로 운동하는 식으로 수도 있다. 대표적으로, 한반도 남동부에서는 신생대에 발생한 응력 반전(tectonic inversion)으로 기존에 있던 정단층이 압축력을 받아 역단층으로 재활성화된 사례가 보고되어 있다.

### 선상구조

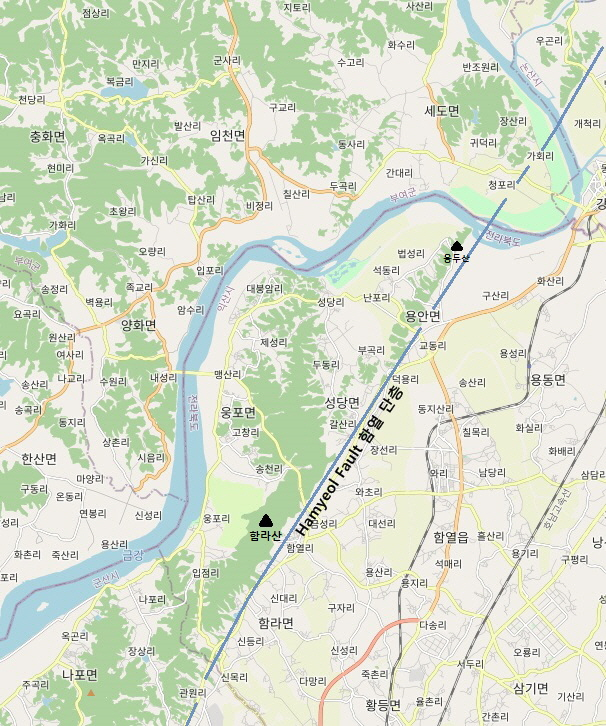
익산시 용안면-성당면-함라산 일대에 발달하는 함열 단층의 선구조(lineament)의 자취

단층은 암석을 파쇄(破碎)시키기 때문에 단층과 지표가 교차하는 부분은 쉽게 풍화작용을 받아 선형(線形)의 저지대나 계곡을 형성한다. 이와 같은 구조를 선상 구조(線狀 構造), 선형 구조(lineament)라 하며, 이는 항공사진으로도 확인할 수 있다. 한국에서는 양산 단층대와 울산 단층이 저지대의 선상 구조를 발달시키는 대표적인 예시이며 이외에 횡성군의 당골 단층이나 익산시 용안면의 함열 단층 또한 선형 구조를 발달시키고 있다. 함열 단층의 경우 특이하게도 계곡이 아니라 구릉(丘陵) 형태의 선상 구조를 발달시키고 있다.

### 주향과 경사
주향(strike;走向)은 진북을 기준으로 단층의 방향이 향하는 곳의 방위, 경사(dip)는 수평면을 기준으로 단층면이 기울어진 각도를 말한다.

### 면선각
면선각(rake)은 단층의 하반에 대한 상반의 미끄러진 방향이 주향과 이루는 각도를 말하는데, 면선각이 (+)이면 역단층을, (-)이면 정단층을 의미하며, 면선각이 0°이면 좌수향 주향이동단층이고 ±180°이면 우수향 주향이동 단층이 된다.

### 분절
대규모 단층을 따라 지진이 발생하는 경우 보통 단층 전체의 일정한 부분이 한 번의 시기에 파열되는 것으로 알려져 있다. 이렇게 단층이 여러 조각으로 나누어져 있는 것을 분절현상(segmentation)이라고 하며 각각의 조각을 분절(segment)이라 한다.

### 단층암
단층 운동이나 전단 작용이 일어날 때 지각 깊이에 따라 온도와 압력 조건 등이 달라지면서 다양한 종류의 단층암이 생성된다. 지표 밑 1~4 km에서는 취성(脆性) 변형 작용이 우세하여 응집력이 없는 단층비지(fault gouge)나 단층각력암(斷層角礫巖; faultbreccia) 등이 형성되고, 지하 1~4 km 보다 깊고 10~15 km 보다 얕은 곳에서는 응집력이 있는 파쇄암 계열(cataclasite series)이 상부 지각 내에 형성된다. 10~15 km 보다 깊은 곳에서는 연성(延性) 변형 작용이 우세하여 연성 전단대 내에 응집력이 있는 압쇄암 계열(mylonite series)이나 변성압쇄암(blasto-mylonite)이 중부 지각 내에 형성된다. 지하 깊은 곳(15 km 이하)에서 연성 변형 작용에 의해 형성된 연성 전단대가 융기 한 후 취성 변형 환경(지하 15 km 이내)에서 취성 단층대(brittle fault zone)로써 재활동하여 파쇄암 계열 및 단층비지가 압쇄암 계열에 중첩될 수 있다. 단층각력암과 단층비지는 암편(巖片)의 함량에 따라 구분하는데, 암편의 함량이 30% 이상이면 단층각력암, 30% 미만이면 단층비지로 분류된다.

### 슈도타킬라이트
슈도타킬라이트(Pseudotachylyte)는 단층의 운동으로 인한 고속 마찰열로 용융된 물질이 굳어서 만들어진 단층암을 의미한다.
미끌림 시 열발생률은 전단응력(shear stress)과 미끌림속도(slip rate)의 곱에 비례하므로, 지진성 미끌림의 경우 매우 빠른 속도로 인해 짧은 시간 내에 급격한 온도 상승을 야기한다. 단층 미끌림에 따른 역학적 에너지가 손실없이 열로 변환된다고 가정하면, 단층 주 미끌림대에서의 온도 상승({\displaystyle \Delta T})은 다음과 같은 식으로 대략적으로 계산될 수 있다.
{\displaystyle \Delta T=\tau d/\rho c_{p}w} ({\displaystyle \tau } : 전단 응력 {\displaystyle d} : 전단 변위 {\displaystyle \rho } : 밀도 {\displaystyle c_{p}} : 비열용량 {\displaystyle w} : 두께)
예를 들어 단층 미끌림면에 작용하는 전단 응력이 10 MPa (또는 100 bar), 밀도가 2,700 kg/m3, 비열은 800 J/(kg K)라고 하면, 두께 1 mm의 미끌림대에서 0.2 m의 전단 변위(d) 시 발생하는 온도 상승은 암석의 용융을 가능케 할 정도로 높은 926 °C로 계산되며, 평균 미끌림속도를 1.0 m/s라고 한다면 0.2초만에 암석의 용융이 발생할 수 있다. 이때 마찰열에 의해 융용물이 생성되고 그것이 냉각되어 굳어진 암석을 슈도타킬라이트라 한다.
대한민국의 경우, 지리산 불일폭포에서 보고된 바 있다.

### 기타
최대의 힘이 수평으로 작용하는 경우에도 수직 방향의 힘의 크기에 의해 단층면이 수직이 되는 경우가 있다. 이러한 경우에는 단층의 양쪽 블록이 수평 방향으로 빗나간다. 이것을 회전단층이라고 한다. 회전단층은 판의 약간 빗나간 경계 등에서 발달하기 쉽다. 미국의 샌안드레아스 단층처럼 규모가 큰 것이 많다. 여기에서는 이상적인 상태에서 단층을 분류했으나 자연계에는 이들의 중간적인 것이 대부분이다.

## 단층과 지진
지진 발생의 주요 원인 중 하나는 기존 단층의 급격한 전단(剪斷) 운동이며 이를 예측하기 위해 전 세계적으로 활동성 단층에 관한 많은 연구들이 진행 중이다. 단층 운동에 따른 인접 지반의 변형 연구는 특히 여진의 발생을 예측하는데 중요한 요소로 부각되고 있으며 이러한 연구의 일환으로 지진 빈도가 높은 지역에서는 다양한 장비를 단층에 직접 설치하여 단층변형을 측정하거나 인공위성, GPS, 위성 사진 분석 등의 원격탐사 기법 등을 이용하여 단층 주변 지역의 변형을 실시간으로 모니터링하고 있다.
이와 더불어 주 지진에 동반되어 나타나는 단층 주변 변형에 의한 국지 응력장의 변화 양상을 분석하여 여진의 분포나 차후 지진이 예상되는 지역을 파악하는 쿨롱 응력 전파(Coulomb stress transfer)분석법이 개발되어 최근에 활발히 활용되고 있다. 지진의 계측 기술이 발달함에 따라 다양한 구조적 환경 하에서 일어난 다수의 지진에 수반되어 나타나는 여진의 상세하고 정밀한 분포 자료를 이용할 수 있게 되었고,쿨롱 응력 전파 분석법은 주 지진 이후 발생한 여진이 임의로 분포하는 것이 아니며 본진을 발생시킨 단층의 활동 유형에 따라 공간적으로 특정 방향, 특정 지역으로 전파되며 발생함을 보여준다.

### 쿨롱 응력
단층 파괴에 대한 역학적 조건은 많은 경우 쿨롱 파괴 기준으로 기술한다. 이 기준에 의하면 주어진 응력장 하에서 단층면에 작용하는 전단 응력({\displaystyle \tau })이 그 단층의 전단강도({\displaystyle \tau _{c}})를 초과할 때 파괴가 발생한다. 즉,
{\displaystyle \tau >\tau _{c}(=\mu \sigma )}
여기서 {\displaystyle \mu }는 단층물성인 마찰계수, {\displaystyle \sigma }는 단층면에 작용하는 유효 수직 응력이다. 유효 수직 응력이란 총 수직 응력에서 공극 수압을 빼 준 수직 응력을 의미한다. 위 식에 의해 단층에 작용하는 응력의 조합 ({\displaystyle \tau -\mu \sigma })값이 양의 값이 되면 단층 파열이 예상되며 이 값을 쿨롱 응력({\displaystyle \sigma _{f}})이라 정의하며 다음의 식으로 나타낸다.
{\displaystyle \sigma _{f}=\tau -\mu \sigma }
단층면에 작용하는 응력을 2차원에서 나타내면 최대주응력({\displaystyle \sigma _{1}})이 작용하는 면에서 {\displaystyle \theta } 만큼 회전한 면에 작용하는 수직 응력 {\displaystyle \sigma _{\theta }}과 전단 응력 {\displaystyle \tau _{\theta }}은 다음과 같이 표현된다.
{\displaystyle \sigma _{\theta }={\frac {\sigma _{1}+\sigma _{3}}{2}}+{\frac {\sigma _{1}-\sigma _{3}}{2}}cos2\theta }

{\displaystyle \tau _{\theta }=-{\frac {\sigma _{1}-\sigma _{3}}{2}}sin2\theta }
위 식을 사용하여 쿨롱 응력 {\displaystyle \sigma _{f}}을 다음과 같이 나타낼 수 있다.
{\displaystyle \sigma _{f}=({\frac {\sigma _{1}-\sigma _{3}}{2}})(sin2\theta -\mu \cos 2\theta )-\mu {\frac {\sigma _{1}+\sigma _{3}}{2}}}
위 식을 {\displaystyle \theta }의 함수로 미분하면
{\displaystyle tan2\theta ={\frac {1}{\mu }}}
일 때 쿨롱 응력이 최대값을 가짐을 알 수 있다. 따라서 최대주응력이 작용하는 면에서 바로 위 식을 만족하는 {\displaystyle \theta }만큼 회전한 방향이 단층의 전단 변형 발생에 가장 용이한 방향이다.
지진성 단층 운동에 의해 단층 인접 지역에서 지반 변형이 발생하며 변형과 응력은 선형적인 관계를 가지기 때문에 단층 주변의 변형에 동반되어 국지적 응력 교란 현상이 발생한다. 응력장 하에서 단층 운동에 최적으로 유리한 방향(즉,전단 변위가 발생하기 가장 용이한 방향)인 {\displaystyle \theta }만큼 회전한 면에서의 응력 상태 변화 값으로 쿨롱 응력 변화를 정의한다. 즉, 주 단층운동에 의해 초래된 이 면 상의 전단 응력 변화 값과 수직 응력 변화 값을 각각 {\displaystyle \Delta \tau _{\theta }}와 {\displaystyle \Delta \sigma _{\theta }}라 라 할 때 쿨롱 응력 변화 {\displaystyle \Delta \sigma _{f}}는
{\displaystyle \Delta \sigma _{f}=\Delta \tau _{\theta }-\mu \Delta \sigma _{\theta }}
로 정의된다. 주 단층 주변으로 위치와 방향에 따라 쿨롱 응력이 감소 또는 증가하는 양상이 뚜렷하게 구별되며 쿨롱 응력이 증가하는 영역에 위치하는 적절한 방향의 불연속면들은 전단 파열의 가능성이 높아지며 여진을 발생시키는 주요 요인으로 작용하게 된다.
제프리 C. P. 킹(Geoffrey C. P. King) 등은 1994년 전 세계의 주요 지진 사례를 통해 주 단층 변위 후에 여진이 주로 발생하는 지역과 쿨롱 응력이 증가한 지역이 거의 일치한다는 결과를 제시하였다. 그 예로 산안드레아스 단층대 주변에서 발생한 다수의 지진과 지진에 수반된 여진 분포의 특징을 들 수 있다. 1979년 HomesteadValley 지진과 1992년에 발
생한 JoshuaTrees 지진에 수반된 여진의 분포는 쿨롱 응력이 증가한 지역과 일치하는 경향을 보였다.또한 1992년에 발생한 Landers 지진은 그 이전에 발생한 다수의 지진들에 의한 쿨롱 응력이 증가한 지역에서 일어났고, Landers 지진의 지표파괴 중 약 70% 정도가 쿨롱 응력이 증가한 지역을 따라 발생하였다.
로스 S. 스테인(Ross S. Stein) 등의 연구에 의하면 튀르키예의 북아나톨리아 단층은 쿨롱 응력에 의해 지진이 유발되는 특성을 잘 보여주고 있다. 1939년 단층의 우측 분절에서 지진이 발생하였고 이 지진에 의해 쿨롱 응력이 증가한 지역에서 1942년 다시 지진이 발생하였다. 그 후 1943년 단층의 중앙 분절에서 지진이 발생하여 이 지진에 의해 쿨롱 응력이 증가한 지역에서 1944년에 지진이 유발되었다. 이후 1992년까지 발생한 일련의 지진들이 모두 쿨롱 응력이 증가한 지역에서 발생하는 경향을 보였다.

## ESR 연대측정법
ESR 연대측정법 또는 전자자기공명법(Electron Spin Resonance)은 단층 비지의 ESR 연대측정을 통해 단층의 마지막 활동 시기를 결정할 수 있는 방법이다. 암석 내에 분포하는 우라늄, 토륨, 칼륨과 같은 방사성 원소는 붕괴를 하며 이온화 방사선을 방출한다. 석영과 같은 광물이 이 방사선에 노출되어 에너지를 공급받으면 광물의 결정(結晶) 속에서 이온화 작용이 일어나게 된다. 이온화작용에 의해 형성된 자유 전자는 결정의 격자결함(defect)에 잡혀 ESR 센터가 된다. 시간이 지남에 따라 ESR 센터의 수가 증가하게 되며, 이에 따라 ESR 신호의 세기가 점점 커지게 된다. 단층의 활동이 일어나면(=단층이 움직이면) 입자경계 마찰미끌림(grain boundary frictional sliding), 마찰열(摩擦熱; frictional heating) 및 격자변형작용(lattice deformation)에 의해 ESR 신호의 세기는 0이 된다. 단층 활동 이후, 암석 내의 방사성 원소에 의한 이온화 작용으로 인해 시간이 지남에 따라 ESR 신호의 세기가 다시 증가한다. 따라서 채취한 단층 비지 시료의 ESR 신호 세기는 마지막 단층 활동 이후에 증가한 ESR 신호의 세기를 지시한다. 같은 단층비지띠가 여러 번 재활동할 경우 이전의 활동기록은 지워지고 마지막 활동기록만 남기게 된다. ESR 연대측정법은 주로 단층 운동 당시에 단층대 주변에 생성된 단층비지(Fault gouge) 내의 석영 입자를 대상으로 연대측정을 실시한다
마지막 단층 활동 이후부터 단층 비지가 받은 에너지의 양은 부가조사법(additive dose method)에 의해 계산되며, 이를 등가선량(equivalent dose)이라 한다. 시료 채취 지점 주변의 방사성 원소 함량을 분석하여 단층비지가 받은 단위시간당 조사율(照射率; dose rate, d)을 계산한다. ESR 연대는 등가선량과 단위시간당 조사율의 비로 결정한다. 즉,
{\displaystyle ESR_{age}={\frac {D_{E}}{d}}}

### 조건
단층비지의 ESR 연대는 단층비지의 마지막 활동시기를 지시한다. 하지만 단층비지띠와 단층손상대 사이에 발달한 단층면을 따라 마지막 단층활동이 일어난다면, 단층비지 내의 ESR 신호가 0이 되지 않기 때문에 ESR 연대는 단층활동의 시기를 과대평가하게 된다. 단층비지 내 석영 입자의 ESR 신호가 완전히 영이 되기 위해서는 단층면에 작용하는 수직 응력이 적어도 약 3 MPa 이상이어야 하며, 약 0.3 m 이상의 변위량도 필요하다. 이러한 조건을 만족시키는 지진의 규모는 적어도 약 6.5 이상이어야 한다. 또한 단층 활동 시기에 충분한 수직응력을 받기 위해서는 단층비지가 적어도 수십 m 이상의 깊이에 있어야 한다. 따라서 지표에서 채취한 단층비지의 ESR 연대는 단층비지가 수십 m 이상의 깊이에 있을 때 단층이 재활동했던 시기를 지시한다. 융기한 이후에 재활동하였다면, 단층면에 작용하는 수직응력이 충분하지 않아 ESR 신호가 감소하지 않기 때문에 ESR 연대는 단층의 마지막 활동시기를 지시하지 않는다. 또한 단층 운동으로 인해 단층비지가 생성될 당시 충분한 수직 응력(3 Mpa 이상)을 받지 못하였다면, 석영입자의 ESR 신호가 완벽하게 초기화되지 않아 실제 단층 운동 시기보다 과평가된 연대 결과를 얻을 수도 있다.
단층 운동의 시기를 결정하기 위해서는 위의 조건을 만족시켜야 하며, 해당 연구지역의 단층의 주향 및 경사각, 응력상태(크기 및 방향), 융기율/침식률 등의 자료가 필요하다. 신영호 등(2013)은 수압파쇄법과 응력개방법에 의한 측정 자료를 종합하여 한반도의 응력상태를 분석하였으며 다음과 같은 심도-응력 관계식을 제시하였다. 현재 한반도에 작용하는 최대 수평응력의 방향은 약 71°이며 한반도 남동부의 융기율은 약 0.08~0.25 mm/year이다.
{\displaystyle \sigma _{v}=0.0266Z}, {\displaystyle \sigma _{h}=0.0202Z+1.5405}, {\displaystyle \sigma _{H}=0.0352Z+1.5759}
({\displaystyle \sigma _{v}} : 연직응력 {\displaystyle \sigma _{h}} : 최소 수평응력 {\displaystyle \sigma _{H}}: 최대 수평응력 {\displaystyle Z} : 깊이 (m) 단위는 메가파스칼(Mpa))
예를 들어, 주향이 북동 30°, 경사각은 약 90°(수직)인 금왕 단층대의 경우, 최대 및 최소 수평응력의 방향과 단층면의 주향이 이루는 각도는 각각 41°와 49°이다. 금왕 단층대의 단층면에 작용하는 수직응력은 다음과 같이 계산된다.
{\displaystyle \sigma _{n}=(\sigma _{H}\sin \theta _{H})+(\sigma _{h}\sin \theta _{h})}
({\displaystyle \sigma _{n}}: 단층면에 작용하는 수직응력, {\displaystyle \sigma _{H}}: 최대 수평응력, {\displaystyle \sigma _{h}} : 최소 수평응력, {\displaystyle \theta _{H}},{\displaystyle \theta _{h}} : 최대 및 최소 수평응력의 방향과 단층면의 주향 사이의 각도)
이 식에 의해 단층면에 작용하는 수직 응력이 약 3 MPa이 되는 깊이(ESR 신호의 세기가 0이 될 수 있는 깊이)는 지하 약 21 m로 계산되었다. 위의 자료와 한반도의 융기율을 이용하여 계산하였을 때 약 21 m 융기하는데 걸리는 시간은 약 8~25만 년이며, 이는 단층비지의 ESR 연대의 하한이 된다. 금왕 단층대의 방향과 유사한 주향 이동 단층의 경우(왕숙천 단층대, 양산 단층대), 약 8~25만 년 전 이후에 재활동한 단층은 ESR 신호가 완전히 0이 되는 조건을 만족시키지 못해 단층 비지의 ESR 연대를 결정하기 어렵다. ESR의 성장곡선에서 ESR 신호의 세기가 포화되는 방사성 에너지는 약 4,500 Gy이며 단위 시간당 조사율을 고려 할 때, 단층비지의 ESR 연대의 상한선은 약 200만 년이 된다.

## OSL 연대측정법
OSL 연대측정법 또는 광여기루미네선스(Optically Stimulated Luminescence) 연대 측정 방법은 물질 내에 포함된 방사선량을 측정하여 그 물질이 햇빛에 마지막으로 노출된 시기, 즉 물질의 퇴적된 시기를 연대로 측정하는 것이다. 루미네선스(Luminescence)는 빛이나 열 에너지를 흡수하여 여기(勵起; stimulation) 상태가 된 전자가 빛을 더 이상 흡수하지 못하면 기저 상태로 되돌아가면서 광자(Photon)를 방출하는 현상이다. 루미네선스 연대측정은 주로 광물 내의 격자결함에 포획된 전자(trapped electron)에 의해 발생하는 신호를 이용한다. 퇴적층 내 광물들은 주변으로부터 퇴적물에 포함된 방사성 원소의 붕괴로 발생하는 방사선의 영향을 받게 된다. 이로 인해 격자결함(defect) 내의 이온화된 전자(ionized electrons)들이 광물 내의 다른 격자결함으로 이동하여 포획(trapped)된다. 이후 광물이 빛이나 열로 인해 여기되면 격자결함에 포획되었던 전자들이 방출되면서 루미네선스 센터(luminescence center)와 결합하여 루미네선스 신호를 발생시킨다. 이때 발생되는 루미네선스 신호의 세기는 포획된 전자 수에 비례하며, 포획된 전자는 흡수한 방사선량에 비례한다. 따라서 루미네선스 신호의 세기는 광물 입자가 퇴적되어 빛이 차단된 이후 경과한 시간 즉 퇴적 기간이 오래될수록 증가한다. 제4기 퇴적층의 연대측정 연구에 이용되고 있으며 제4기 지층을 절단한 단층을 상대로 OSL 연대측정을 시행하면 단층이 언제 마지막으로 활동했는지 알아낼 수 있다.

## 지구물리 탐사법

단층은 지질 조사에 의해 쉽게 발견될 수 있지만, 그 연장선은 지표에서 잘 발견되지 않기 때문에 쉽게 파악하기 어렵다. 지표에서 발견되지 않는 단층 및 파쇄대를 조사하는 방법으로는 지구물리탐사(Geophysical Survey)가 주로 사용되며 그 방법으로는 탄성파반사법 탐사(Seismic Reflection Survey)와 전기비저항 탐사(Electric Resistivity Survey) 등이 있다. 탄성파 반사이 탐사법은 가장 확실한 단층 조사법이며, 특히 심부 대형 단층의 탐사에 효율적으로 적용할 수 있어 석유탐사에 널리 사용되고 있으나, 적용이 복잡하여 우리나라에서는 해저지층의 단층조사에 적용되고 육상에서는 많이 사용되고 있지 못하다. 반면 전기비저항탐사는 금속 광상, 석탄 및 지하수 탐사 등에 광범위하게 사용되어 온 방법으로 여러 가지 전극 배열을 사용하여 지하의 전기 비저항 분포에 대한 정보를 얻을 수 있다. 일반적으로 파쇄대 및 단층대는 점토광물 및 지하수 등의 유체(流體)가 많이 함유되어 있고, 또 이렇게 존재하는 공극(孔隙)들은 서로 연결 상태가 좋기 때문에 전기를 잘 통하게 하는 전도체 역할을 하여 주변보다 상대적으로 전기 비저항이 낮다. 이러한 전기적 성질의 이상(abnormaly)을 이용하여 지표에 노출되어 있지 않은 육상의 파쇄대 및 단층대 탐사에 전기 비저항 탐사법이 많이 이용되고 있다.

## 단층 파쇄대
길거리를 지나다 보면 단층면과 단층 활동에 의해 암석이 갈라져 생긴 각력암(角礫岩)과 점토를 볼 수 있다. 단층면은 오랜 세월 동안 풍파에 깎여 맨들맨들해진 것이 많으며, 단층면 위에 직선으로 된 줄이 그려져 있다. 이 줄은 단층면을 사이에 두고 양쪽 블록의 상대적인 운동 방향과 평행하다. 각력암은 단층이 형성될 당시에 암석이 파쇄되어 생긴 것이다. 각력암의 표면도 맨들맨들하고 줄이 쳐져 있는 것이 많다. 각력암이 더욱 많이 파쇄되어 미세해지면 단층 점토가 된다. 규모가 큰 단층에서는 어떤 범위에 단층면이 밀접하게 발달하거나 단층 각력암이나 점토가 폭넓게 분포한다. 이와 같은 장소를 단층 파쇄대(單層破碎帶)라고 한다.

## 단층 면해

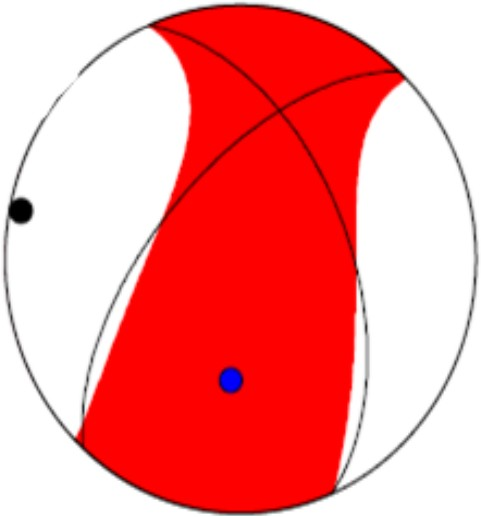
한국지질자원연구원이 제출한 2017년 포항 지진 단층면해의 분석 결과

단층면해는 단층의 움직임을 2차원 원형으로 투영하여 기하학적인 형태로 구현한 그림이다. 단층면해 분석은 지진이 단층의 운동의 결과로 발생한다는 것을 가정하고, 지진을 유발시킨 단층의 이동방향 등을 알아내는 방법이다. 한반도에서 발생하는 지진의 단층 면해에 대해서는 한국의 지진 문서를 참고하라.

## 단층 지형

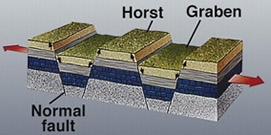
지구와 지루 그리고 단층

단층 지형(斷層地形)은 단층의 활동으로 만들어진 지형이다. 단층의 활동으로 생성된 단층곡(Fault Valley)는 가장 대표적인 단층 지형이며 이외에 단층 절벽이나 변위, 굴절 하도 등이 있다.
아프리카 남부의 고대 인류 유적지 주변 지형을 조사한 결과 이들 지형은 모두 단층 지형임이 드러났다. 단층 활동이 활발한 곳은 계곡과 물이 있어 인간의 거주 환경에 유리했고 인류가 정착지로 선호했기 때문이다.

### 지루와지구
정단층 여러 개가 평행하게 발달했을 때 층이 생기는데, 그 중 지괴가 올라간 부분을 지루라고 하며, 내려간 부분을 지구라 한다. 한쪽은 올라가고, 한쪽은 내려간 부분을 경동지괴(傾動地塊)라고 한다.

### 주향이동 분지
주향이동 분지(strike-slip basin) 또는 인리형 분지(pull-apart basin; 당겨-열림형 분지)는 주향이동 단층 또는 단층계에 의해 형성된 분지로, 한반도에는 중생대 백악기에 형성된 공주 분지, 음성 분지, 부여 분지, 진안 분지, 영동 분지, 다대포 분지 등이 존재한다. 공주 분지와 음성 분지는 주변 단층인 공주 단층과 금왕 단층 등의 이동에 의해 형성되었다.

### 변위,굴절하도
변위 하도(變位河道, offset channel)는 하천의 유로(流路)가 심하게 꺾이거나 휘어진 부분으로, 대체로 주향 이동 단층에서 잘 형성된다. 굴절 하도는 일부 구간이 주향이동 단층을 따라 형성된 하도로서, 두 지형 모두 주향 이동 단층과 만나는 부분에서 하도가 꺾이거나 휘어진 부분을 갖는다.

### 단층절벽
단층 절벽(fault scarplet, 斷層崖)은 단구면이나 언덕 사면에 형성되는데 보통 저지대와 접하고 었다. 이 면이 높은 언덕이나 산맥에 접하고 있다면, 역단충절벽(reverse scarplet), 후면저단층절벽(back-facing scarplet), 산맥 전면 저단층절벽(range-facing scarpet)이라 한다. 단층절벽은 활성단층의 인지 기준으로 유용한데, 지형의 일반적 경사와 불일치하고 쉽게 찾을 수 있기 때문이다. 하천 계곡의 상류부가 일부 없어지고 단층에 의해 절단되면 절두곡(截頭, beheaded valley)이라 한다.

### 삼각말단면
삼각말단면(三角末端面, triangular facet)은 산지 능선의 말단부가 삼각형의 면을 이루는 지형으로, 수직으로 변위를 갖는 단층에 의해 잘 발달한다.

### 벤치
벤치(bench)는 산사면 또는 능선이 계단 모양으로 변화되어 경사급변대 전면에 완경사를 이루는 지형이다. 주로 단층의 양측에 나타난다.

## 한국의 단층

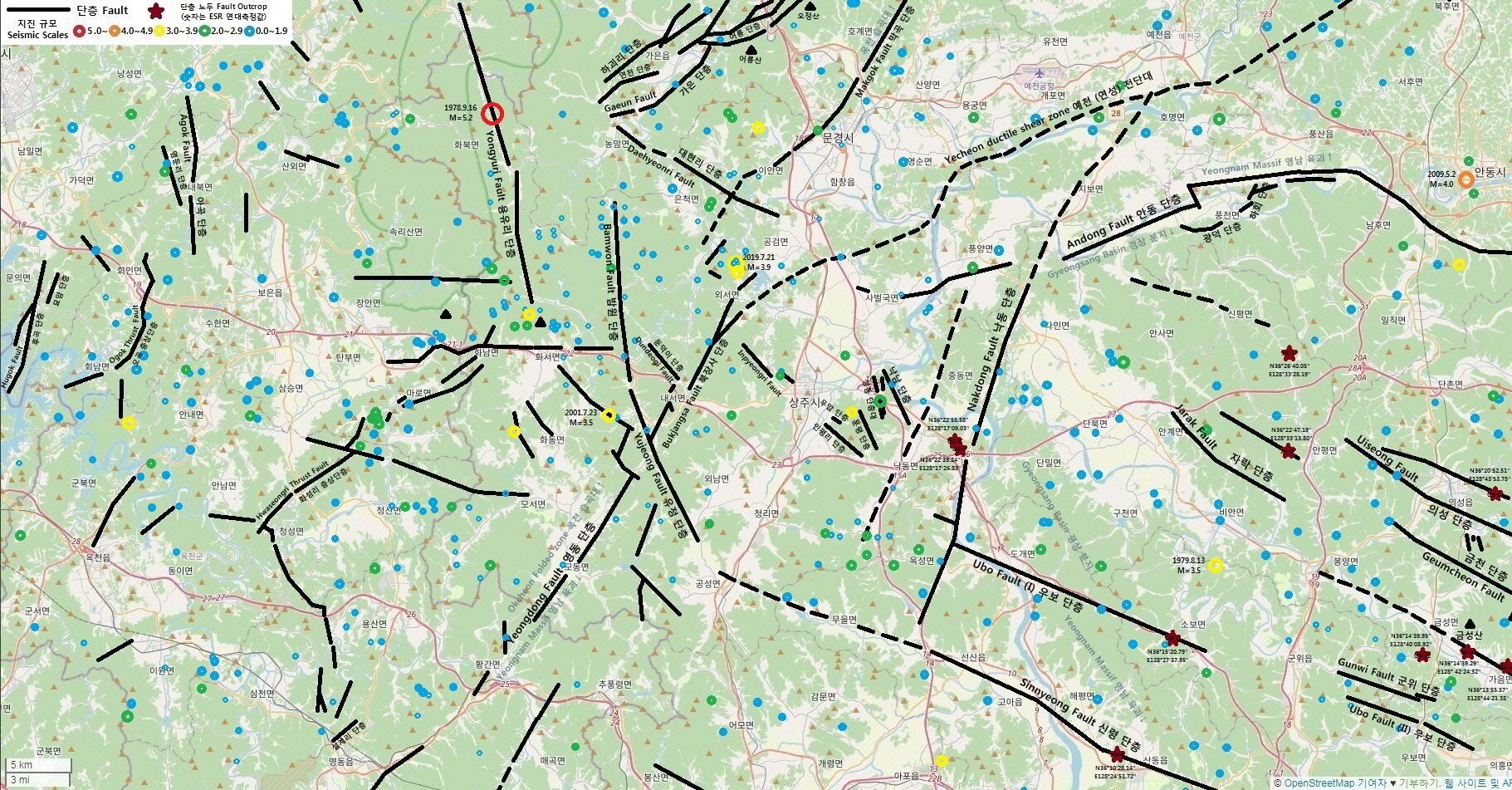
상주시 일대의 지진(1978.1.1~2022.12.31)과 지질 및 속리산 지진의 발생 위치 (빨간 원). 상주시에는 수많은 단층들이 발달한다.

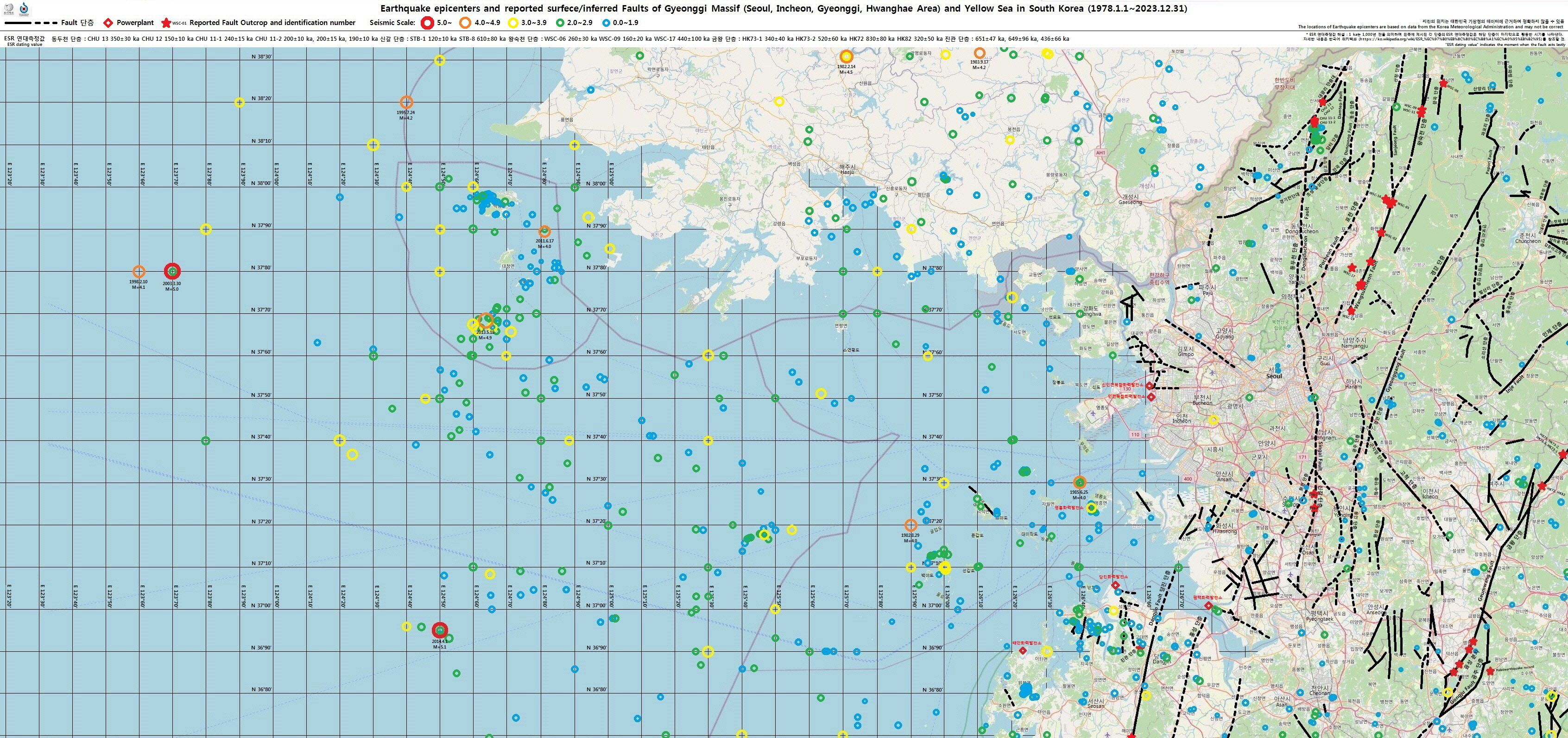
수도권 주변에 발달하는 단층들의 모습이다.
주요 단층 : 추가령 단층, 왕숙천 단층, 신갈 단층, 인제 단층, 금왕 단층

오래전에 형성된 한반도 수많은 단층들이 분포하며 그 수는 약 450개로 추정된다.이들 중 일부는 중생대에 발생한 격렬한 지구조운동으로 생성되었다. 한반도 단층의 대표적인 예로 양산 단층대와 추가령 단층대, 공주-금왕 단층대, 광주/전주 단층 등이 있으며 이외에도 전국 곳곳에 길이 100km 내외의 단층들이 흩어져 있다. 한국의 단층 문서에 제시된 단층들의 이름은 대한지리학회, 대한지질학회 등의 학술지에 수록된 논문 또는 한국지질자원연구원이 사용하는 명칭을 그대로 사용하였다.

### 주요 단층
- 양산 단층
- 울산 단층
- 추가령 단층
- 왕숙천 단층
- 가음 단층
- 금왕 단층
- 공주 단층
- 인제 단층
- 광주 단층
- 전주 단층

## 해외 단층
- 샌앤드리어스 단층 - 북아메리카판과 태평양판의 경계
- 주오 구조선
- 북아나톨리아 단층 - 튀르키예 북부에서 규모 7 내외의 지진들을 발생시키는 단층이다. 1999년 이즈미트 지진 등을 일으켰다.
- 동아나톨리아 단층 - 2023년 튀르키예-시리아 지진을 일으켰다.
- 알파인 단층 - 태평양판과 오스트레일리아판의 경계
- 사해 단층
- 엔리퀼로-플렌테인 가든 단층 - 2010년 아이티 지진을 일으킨 단층이다.
- 셉텐트리오날-오리엔트 단층
- 아조레스-지브롤터 변환단층 - 아프리카판과 유라시아판의 경계

### 일본의 단층
- 도호쿠 지방
  - 오가반도 단층대
  - 센야 단층
  - 아오모리만 서안 단층대
  - 다나구라 단층
  - 이도사와 단층
  - 후타바 단층
- 간토 지방
  - 가모가와 저지대 단층대
  - 간나와·고즈-마쓰다 단층대
    - 시오자와 단층
    - 히라야마 단층
    - 히나타 단층
    - 마쓰다키타 단층
    - 고즈-마쓰다 단층

  - 간토평야 북서연 단층대
    - 후카야 단층
    - 아야세가와 단층

  - 다치카와 단층
  - 미우라반도 단층군
    - 중부 주단층대
    - 기누가사·호쿠부 단층대
    - 데케야마 단층대
    - 남부 단층대
    - 미나미시타우라 단층
    - 히키바시 단층

  - 이세하라 단층
- 주부 지방
  - 네오다니 단층
    - 노비 지진

  - 단나 단층
    - 기타이즈 지진

  - 우오즈 단층
  - 포사 마그나
    - 이토이가와-시즈오카 구조선
    - 가시와자키-지바 구조선
    - 가미시로 단층
    - 가미시로 단층 지진

  - 후코즈 단층
    - 미카와 지진

  - 후쿠이 단층
    - 후쿠이 지진
- 긴키 지방
  - 롯코-아와지섬 단층대(노지마 단층)
  - 마루야마 단층
  - 고우무라 단층
  - 우에마치 단층
- 주고쿠 지방
  - 오시가타오 단층대
- 규슈 지방
  - 게고 단층
  - 후타가와·히나구 단층대
    - 2016년 구마모토 지진

  - 벳푸-시마바라 지구대
- 장대 단층
  - 주오 구조선
  - 부쓰조 구조선

## 같이 보기
- 한국의 단층
- 한국의 지질
- 활성단층
- 단층지진설
- 한국의 지질
- 한국의 지진
- 단층지진
- 단층산맥
- 단층지괴
- 단층애
- 충상단층
- 단층마찰면
- ESR 연대측정법
- 습곡